# Dolmen et menhir de Lancy
Le dolmen et le menhir de Lancy sont situés dans la forêt domaniale de Vauluisant à Saint-Maurice-aux-Riches-Hommes, dans le département de l'Yonne en France.

## Historique
Le dolmen aurait été fouillé, sans résultat, à la fin du XIXe siècle. Il est classé au titre des monuments historiques en 1889. La première description connue est celle donnée par Joseph Perrin, président de la société archéologique de Sens, en 1915. Sur les clichés photographiques pris par Perrin en 1915, la table est très inclinée. Elle est remise à l'horizontale lors de travaux de restauration réalisés en 1931.

## Description
Le site comprend un dolmen entouré de huit blocs couchés et un « menhir » situé à environ 3 m à l'est du dolmen.
Le dolmen est orienté selon un sud-ouest/nord-est et ouvre au sud-ouest. La chambre est délimitée par deux orthostates et deux dalles de chevet. Elle est recouverte d'une unique table de couverture. Une dalle de chevet est effondrée dans la chambre sépulcrale. Le dolmen s'élève largement au-dessus du sol (de 1,50 à 1,70 m) contrairement aux autres dolmens des environs qui sont partiellement enterrés.
| Dalle                 | Longueur | Épaisseur     | Largeur |
| --------------------- | -------- | ------------- | ------- |
| Table                 | 2,70 m   | 0,35 à 0,60 m | 2 m     |
| Orthostate nord-ouest | 2,30 m   | 0,40 m        | 1 m     |
| Orthostate sud-est    | 2,15 m   | 0,60 m        | 0,70 m  |
| Chevet no 1           | 1,60 m   | 0,45 m        | 0,35 m  |
| Chevet no 2           | 1,15 m   |               | 1,35 m  |

Le bloc désigné usuellement comme étant un « menhir » est de forme parallélépipédique. Il mesure 1,54 m de hauteur pour 1,50 m de largeur. Son épaisseur varie de 0,70 m à 0,20 m au sommet. Il comporte des cuvettes naturelles. Les huit pierres présentes autour du dolmen et le menhir pourraient correspondre aux vestiges du péristalithe de l'ancien tumulus. Perrin dans sa description mentionne explicitement que le dolmen est placé au centre d'une enceinte circulaire. Un relevé topographique effectué en 1998 indique que l'ensemble forme plutôt une enceinte rectangulaire de 11 m de long sur 7 m de large. Deux blocs jumelés sont visibles à l'extrémité sud-est de cette enceinte. Leur longueur 1,80 à 1,9 m et leur écartement, ainsi que leur orientation nord-est/sud-ouest suggèrent qu'ils pourraient correspondre à deux orthostates d'un second dolmen du même type que ceux de la Bertauche et du Bois de Bray.
Dans un rayon d'environ deux kilomètres autour du site, on peut voir, au nord-ouest, les deux dolmens de Trainel et celui du Bois de Bray et, au sud, plusieurs polissoirs dont celui de Lancy.